# Karl Preser

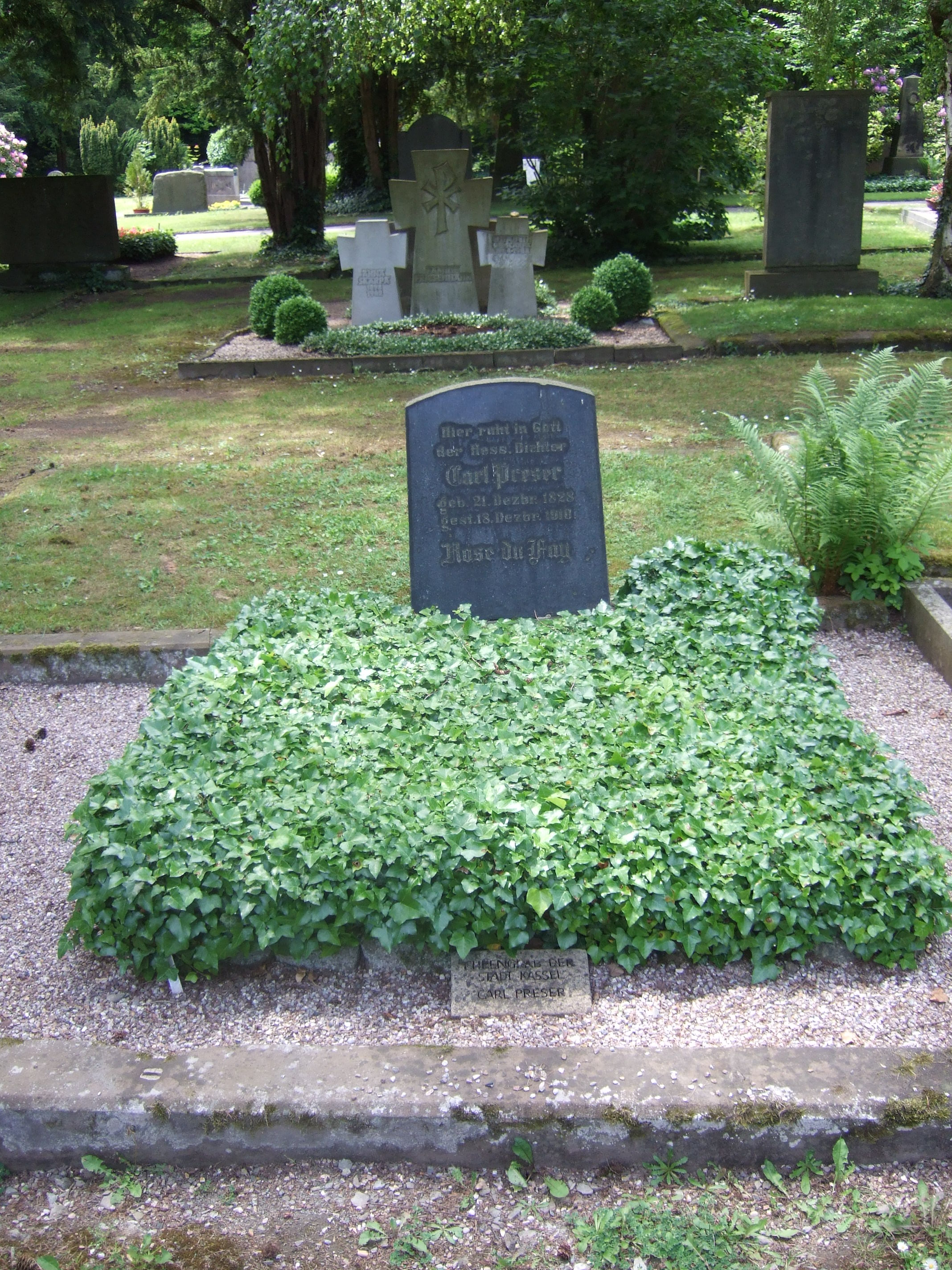
Grab von Karl Preser

Karl Preser, auch in der Schreibvariante Carl Preser, (* 21. Dezember 1828 in Kassel; † 18. Dezember 1910 ebenda) war ein deutscher Schriftsteller.

## Leben
Preser absolvierte nach dem Besuch der polytechnischen Schule das Studium der Architektur an der Kasseler Kunstakademie. Er trat 1854 eine Stelle in der kurhessischen Finanzverwaltung an, 1862 wurde er zum Hoftheatersekretär bestellt, zusätzlich fungierte er als Redakteur der „Kasseler Zeitung“. Nachdem er 1866 in die Hofverwaltung berufen worden war, folgte er dem entthronten Kurfürsten Friedrich Wilhelm I. nach Prag. Nach dessen Tod wurde ihm 1876 die Leitung der Güterverwaltung des Grafen Erwin von Nostiz in Böhmen übertragen, zuletzt amtierte er seit 1884 als Kammerdirektor in Hessen.
Preser trat insbesondere als Lyriker und Erzähler in Erscheinung. So hat er den Text des Hessenliedes gedichtet, das mit einer Melodie von Albrecht Brede die offizielle Hymne des Bundeslandes Hessen ist.
Preser erhielt ein Ehrengrab auf dem Kasseler Hauptfriedhof.

## Werke (Auswahl)
- Geharnischte Sonette, Scheel, Cassel, 1860
- Die Sterner. Historisches Drama in fünf Acten [and in verse], Cassel, 1866
- Heimathliche Bilder und Getalten, Ehrhardt, Marburg, 1892
- Waldesrauschen : Wald- u. Jagdlieder, J. Neumann, Neudamm, 1899
- König Autharis Brautfahrt : ein episches Gedicht, 5. Auflage, Leipzig, Wien, 1903
- Heimatliche Bilder, Balladen und Romanzen, Sammling, Elwert, Marburg, 1909
- Das Hessenlied, Hessische Staatskanzlei, Wiesbaden, 2005